# San Sebastián del Monte
San Sebastián del Monte är en ort i Mexiko.   Den ligger i kommunen Santo Domingo Tonalá och delstaten Oaxaca, i den sydöstra delen av landet, 230 km sydost om huvudstaden Mexico City. San Sebastián del Monte ligger 1 655 meter över havet och antalet invånare är 1 526.
Terrängen runt San Sebastián del Monte är huvudsakligen kuperad, men åt sydost är den bergig. Runt San Sebastián del Monte är det ganska glesbefolkat, med 47 invånare per kvadratkilometer. San Sebastián del Monte är det största samhället i trakten. I omgivningarna runt San Sebastián del Monte växer huvudsakligen savannskog.